# Franck Ribéry
Franck Henry Pierre Ribéry (Boulogne-sur-Mer, 7 aprile 1983) è un ex calciatore francese, di ruolo attaccante.
Annoverato tra le ali sinistre più forti della storia, ha legato la sua carriera principalmente al Bayern Monaco, dove ha giocato per dodici stagioni aggiudicandosi, tra l'altro, ben nove campionati tedeschi. Al termine della stagione 2012-2013, che lo ha visto vincere da protagonista un prestigioso treble di trofei (campionato tedesco, UEFA Champions League e Coppa di Germania), è stato nominato UEFA Best Player in Europe, davanti a Lionel Messi e Cristiano Ronaldo, e miglior giocatore dell'anno ai Globe Soccer Awards.
Conta 81 presenze e 16 gol con la nazionale francese, con cui si è laureato vice-campione del mondo al mondiale del 2006. Con i bleus ha preso parte a due campionati del mondo (2006 e 2010) e a due campionati d'Europa (2008 e 2012).
A livello individuale, tra gli altri riconoscimenti, è stato nominato tre volte Calciatore francese dell'anno (2007, 2008, 2013) e una volta Calciatore tedesco dell'anno (2008).

## Biografia
All'età di due anni fu vittima di un incidente d'auto insieme ai genitori; la violenza dell'impatto fu tale da sbalzarlo fuori dall'abitacolo e l’incidente gli ha lasciato vistose cicatrici sul viso. È soprannominato Scarface, appellativo nato durante il suo periodo in Turchia, quando i tifosi del Galatasaray prepararono per lui la locandina del film Scarface, sostituendolo al protagonista Al Pacino.
Si è convertito alla fede islamica, adottando il nome di Bilal Yusuf Mohammed, dopo il matrimonio con Wahiba Belhami, da cui ha avuto 5 figli: Hiziya, Shahinez, Keltoum Chérifa, Seif el Islam e Mohammed.

### Controversie
Nel 2010 è finito sotto inchiesta per aver avuto rapporti sessuali con una escort minorenne, Zahia Dehar. Quattro anni dopo è stato assolto dal tribunale di Parigi per assenze di prove sufficienti a dimostrare che Ribéry fosse a conoscenza della minore età della ragazza all'epoca dei rapporti.

### Sponsorizzazioni
Ha partecipato a numerosi spot della Nike, di cui è testimonial.

## Caratteristiche tecniche
Inizialmente schierato come ala dalle grandi doti tecniche, ma all'occorrenza poteva giocare anche da trequartista. Possedeva abilità nel dribbling e nel creare gioco, ed era anche un proficuo uomo assist. Era concreto anche in fase di realizzazione sapendo calciare con entrambi i piedi.

## Carriera

### Giocatore

#### Club

##### Gli inizi, Metz e Galatasaray
Dopo aver mosso i primi passi nel Boulogne, con il quale esordisce da professionista, nel 2002 si trasferisce all'Olympique Alès. Nel 2003 passa al Brest, in terza serie, dove è tra i protagonisti della promozione in Ligue 2, grazie al secondo posto.
Ingaggato a parametro zero dal Metz, debutta in Ligue 1 il 7 agosto 2004, schierato dall'inizio da Jean Fernandez nella partita casalinga vinta per 1-0 contro il Nantes. Il 6 novembre realizza il suo primo gol in Ligue 1, nel pareggio per 1-1 contro il Tolosa, ma l'esperienza al Metz dura pochi mesi: già nel gennaio 2005 si trasferisce al Galatasaray, che lo preleva per circa 1,5 milioni di euro e gli fa sottoscrivere un contratto triennale. Con il club di Istanbul segna un gol nella finale di Coppa di Turchia vinta per 5-1 contro gli storici rivali del Fenerbahçe.

##### Olympique Marsiglia
Rescisso unilateralmente il contratto con il club turco, nell'estate del 2005 ritorna in patria, firmando un contratto con l'Olympique Marsiglia, dove ritrova l'allenatore Jean Fernandez. Il giocatore cambia agente, lasciando John Miko e ingaggiando il lussemburghese Bruno Heiderscheid. Nonostante una causa legale intentata nei suoi confronti dal club turco per "ingiusta violazione del contratto", Ribéry ottiene dalla FIFA l'autorizzazione a trasferirsi all'Olympique Marsiglia.
Indossa per la prima volta la maglia dell'OM il 23 luglio contro lo Young Boys in Coppa Intertoto, competizione in cui va in rete contro la Lazio e il Deportivo La Coruña. Il 30 luglio successivo gioca la sua prima partita di campionato con l'Olympique, nella prima giornata di Ligue 1, e segna il suo primo gol in campionato con i marsigliesi il 18 settembre successivo, contro il Troyes. Il pubblico dello stadio Vélodrome impiega pochissimo tempo per eleggerlo a idolo. Autore di ottime prestazioni, viene eletto per tre volte "giocatore del mese" e viene premiato con il riconoscimento "gol dell'anno" per la rete realizzata contro il Nantes. Realizza inoltre uno dei gol più rapidi della stagione 2005-2006, andando a segno dopo soli 17 secondi di gioco della partita Olympique Marsiglia-Rennes di Coppa di Francia.
Le prestazioni offerte a Marsiglia gli valgono la convocazione nella nazionale francese presente al campionato del mondo 2006, conclusosi per i bleus con una sconfitta in finale contro la nazionale italiana, vittoriosa ai tiri di rigore.
All'inizio di agosto 2006 dichiara di aver deciso di lasciare l'Olympique Marsiglia dopo la precipitosa partenza dell'allenatore Jean Fernandez, accasatosi all'Auxerre. Entra quindi in rotta con il presidente Pape Diouf, avendo, nel marzo 2006, prolungato fino al 2010 il contratto con il club marsigliese, in cambio di un aumento di stipendio molto significativo. Dopo la partita di Coppa UEFA giocata in casa dello Young Boys, si dice intenzionato a rimanere all'OM, con cui è protagonista di un buon inizio di stagione. Affetto da pubalgia, nel mese di novembre è costretto a prendersi alcune settimane di riposo per curarsi presso il centro specializzato di Capbreton. Tornato in campo, nel febbraio 2007 si infortuna nuovamente, riportando la frattura del metatarso del piede destro, che lo costringe a un'ulteriore indisponibilità per diverse settimane.

##### Bayern Monaco

###### 2007-2013

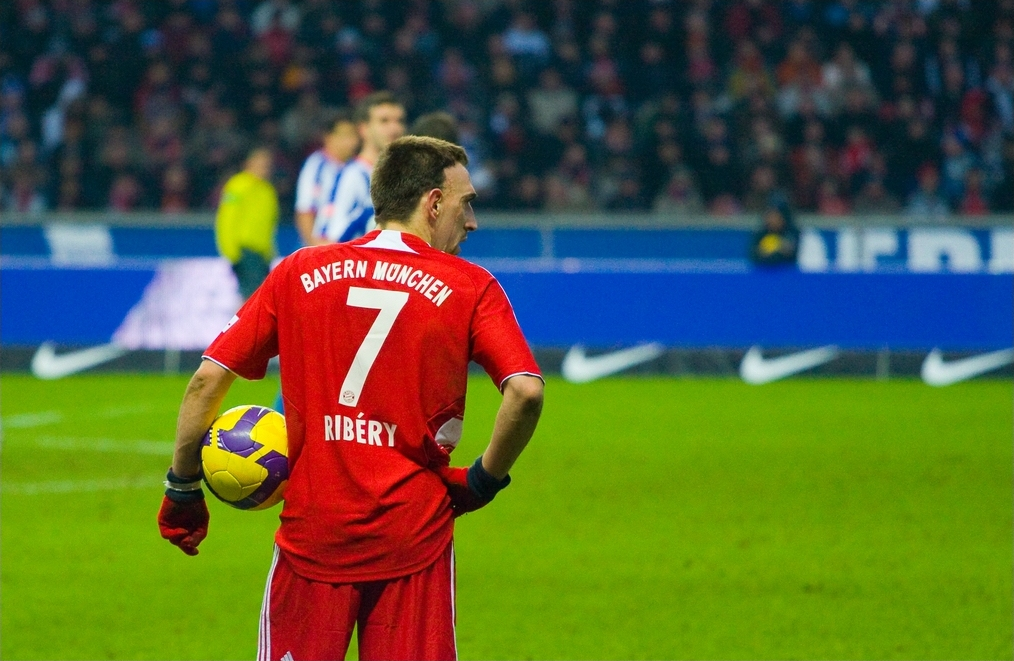
Ribéry in maglia bavarese nel 2009

Il 6 giugno 2007 diventa un giocatore del Bayern Monaco, che lo acquista per 30 milioni di euro. Ribéry sceglie di indossare la maglia numero 7, appartenuta a Mehmet Scholl nella stagione precedente. Ha fatto il suo debutto stagionale il 21 luglio 2007 nel primo turno di Coppa di Lega, segnando una doppietta e realizzando un assist nella vittoria del Bayern per 4-1 contro il Werder Brema. Il debutto in campionato risale al 18 agosto 2007: il francese segna su calcio di rigore il suo primo gol in Bundesliga, nella gara vinta dal Bayern per 4-0 contro il Werder. In Coppa di Germania realizza due gol e fornisce quattro assist in cinque partite. In finale effettua l'assist per il gol di Luca Toni che apre le marcature dell'incontro, terminato con la vittoria del Bayern per 2-1 contro il Borussia Dortmund. In totale Ribéry disputa 46 partite e segna 16 gol stagionali, contribuendo al successo del Bayern in campionato e in Coppa di Germania. Alla fine della stagione è eletto calciatore dell'anno in Germania e, per la seconda volta consecutiva, calciatore francese dell'anno.
Dopo essersi ripreso dall'infortunio rimediato nella fase a gironi del campionato europeo, nel settembre 2008 Ribéry torna in campo contro il Norimberga in Coppa di Germania. La stagione è difficile per il Bayern, che non riesce a bissare il successo in campionato, mentre in UEFA Champions League i tedeschi sono eliminati ai quarti di finale dai futuri campioni del Barcellona. Dopo una sonora sconfitta nella gara di andata (5-1), a Monaco il Bayern pareggia 1-1 proprio grazie a un gol del francese. Il calciatore conclude la stagione con 36 presenze totali, 14 gol e 19 assist. Nell'annata seguente, tormentato da infortuni, torna in campo solo all'inizio del 2010, e pochi mesi più tardi risulta decisivo nei quarti di finale di Champions League contro il Manchester United. Espulso in semifinale contro il Lione, salta per squalifica la finale di Madrid, in cui la sua squadra è battuta per 2-0 dall'Inter; aggiunge comunque al suo palmarès uno scudetto e una coppa nazionale.

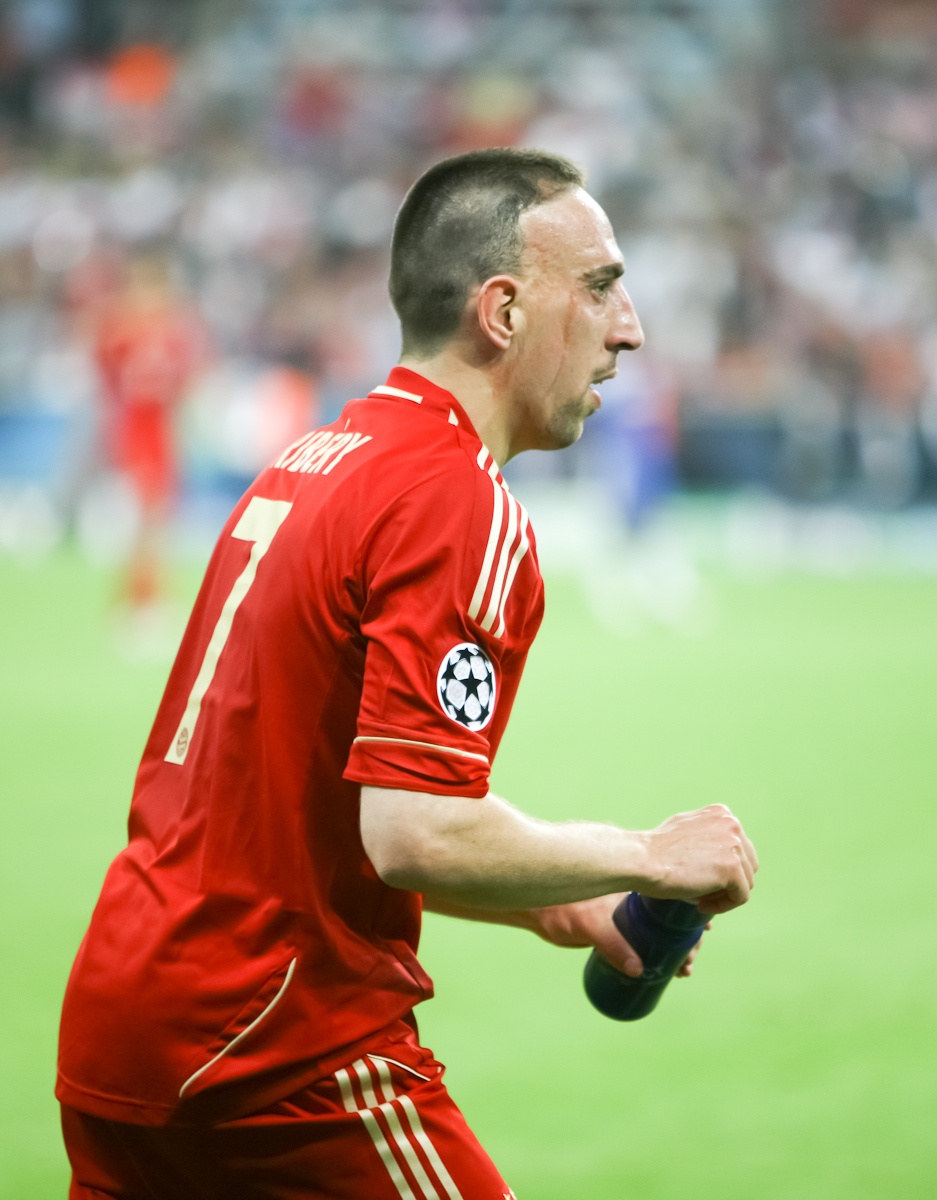
Ribéry durante la finale della UEFA Champions League 2011-2012 persa contro il

Il 21 settembre 2010 Ribéry si infortuna alla caviglia e torna in campo solo due mesi dopo. Si infortuna nuovamente il 15 gennaio 2011 a causa di un placcaggio da parte del centrocampista brasiliano Josué. Nel finale di stagione riguadagna una maglia da titolare e gioca con grande intensità, trascinando la propria squadra a cinque vittorie consecutive in Bundesliga. All'inizio della stagione 2011-2012 si procura un infortunio alla caviglia durante una partita di pre-campionato. Ritornato in campo dopo sole poche settimane, il centrocampista francese fornisce un grande contributo alla squadra, che perderà ai tiri di rigore la finale di UEFA Champions League contro il Chelsea e si classificherà seconda in campionato. Ben diverso è l'esito dell'annata seguente, in cui il Bayern trionfa in campionato, nella Coppa di Germania e, dopo dodici anni, in Champions League. Dopo averlo mancato nel 2010, per Ribéry è il primo treble in carriera, a cui contribuisce con 43 presenze e 11 gol totali. Alla fine della stagione è nominato Miglior calciatore UEFA in Europa, superando la concorrenza di Lionel Messi e Cristiano Ronaldo.

###### 2013-2019
La stagione 2013-2014 si apre con la vittoria, il 30 agosto 2013, della Supercoppa europea, ottenuta sconfiggendo ai rigori in finale la compagine londinese del Chelsea, dopo che i tempi supplementari si erano conclusi sul 2-2. Nel corso dell'annata la squadra bavarese conquista altri tre titoli, la Coppa del mondo per club, la Bundesliga e la Coppa di Germania. Il 21 dicembre viene proclamato miglior giocatore della Coppa del Mondo per club vinta, per la prima volta nella sua storia, dal Bayern Monaco che ha battuto il Raja Casablanca 2-0 in finale. Il 13 gennaio 2014 si classifica terzo nella lista del Pallone d'oro, dietro Cristiano Ronaldo e Lionel Messi.

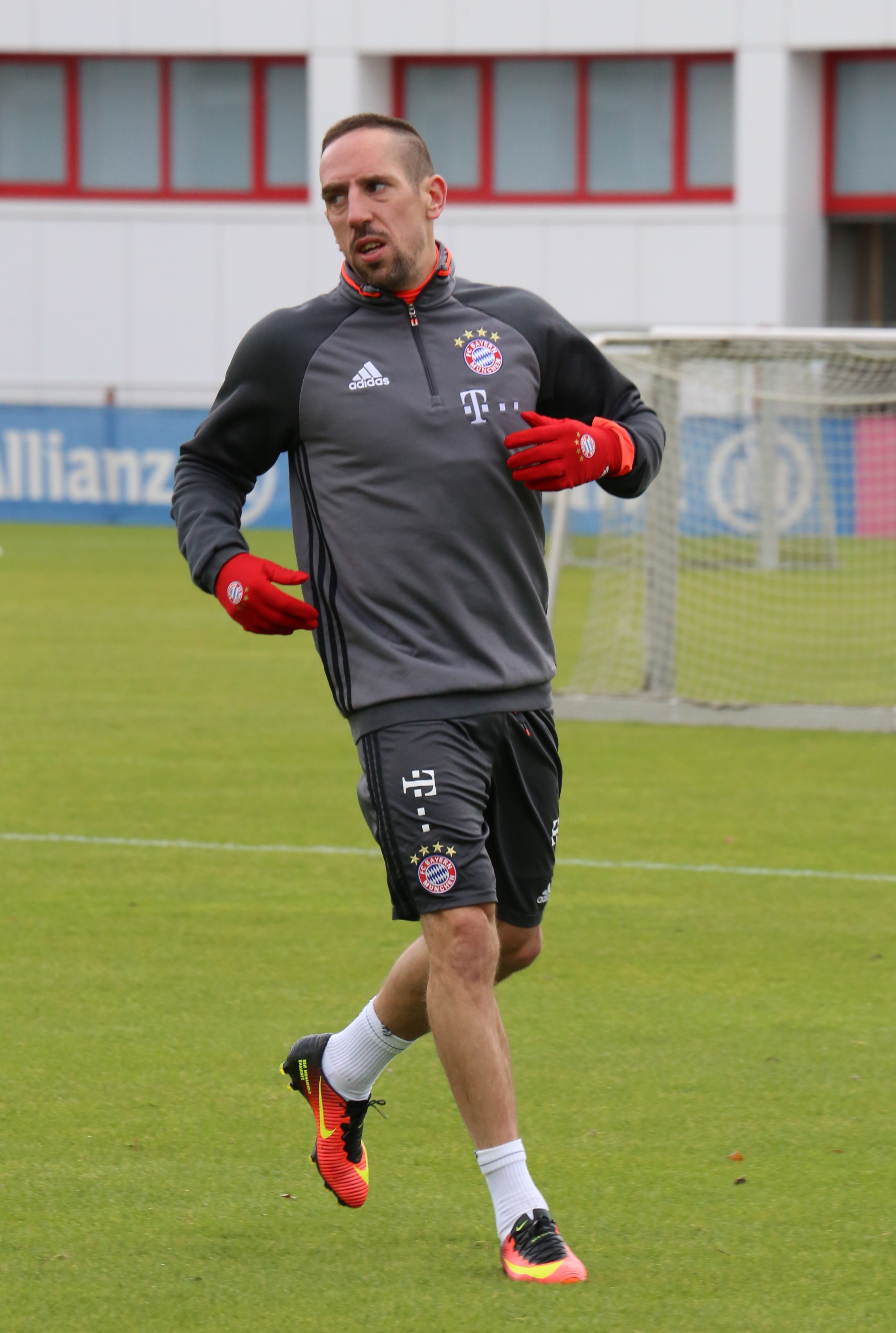
Ribéry durante un allenamento coi Roten nel 2016

Realizza la sua 100ª rete con i bavaresi il dicembre 2014 contro il Bayer Leverkusen, nel giorno della sua 287ª partita ufficiale con il Bayern. Le stagioni successive sono segnate da qualche infortunio, come quello alla caviglia che lo tiene lontano dai campi di calcio da marzo a novembre 2015. Il 5 dicembre 2015, nella sconfitta per 3-1 contro il Borussia Mönchengladbach, arriva a 300 partite in tutte le competizioni con i bavaresi. Raggiunge le 200 presenze in Bundesliga il 19 marzo 2016, nella vittoria per 1-0 contro il Colonia. Il 27 novembre 2016 estende il suo contratto con Bayern Monaco di un altro anno fino al giugno 2018. Il 5 agosto 2017 conquista la Supercoppa di Germania con il Bayer che ha trionfato contro il Borussia Dortmund ai rigori per 5-4. Entra nella storia del club bavarese quando, nella gara vinta 3-1 contro l'Hannover 96 il 2 dicembre 2017, raggiunge il maggior numero di presenze in Bundesliga con la maglia del Bayern Monaco da parte di un non tedesco con 235 presenze, superando Hasan Salihamidžić fermo a 234 presenze.
Il 5 maggio 2019 annuncia che la stagione 2018-2019 sarà l'ultima con la maglia del club bavarese. Il 25 maggio 2019 Ribéry vince la sua sesta Coppa di Germania grazie alla vittoria sul Lipsia per 3-0 nella finale, durante la quale è subentrato all'87º minuto, entrando nella storia della competizione per numero di partecipazioni alla finale di Coppa di Germania. Termina così la sua carriera al Bayern con un record di 24 titoli di club in 12 anni (di cui nove campionati tedeschi vinti, record condiviso con Philipp Lahm) durante i quali ha collezionato complessivamente 425 presenze e 124 reti.

##### Fiorentina
Il 21 agosto 2019, dopo essere rimasto svincolato, firma per la Fiorentina. Esordisce in Serie A il 24 agosto, nella sconfitta casalinga contro il Napoli (3-4), e realizza il primo gol alla quarta giornata nel pareggio per 2-2 contro l'Atalanta. Le positive prestazioni gli valgono il premio di “giocatore del mese” di settembre. Il 30 novembre, nella partita Fiorentina-Lecce (0-1), a seguito di un contrasto con Tachtsidīs, subisce una lesione al legamento collaterale mediale della caviglia destra, che lo costringe a operarsi e a restare lontano dai campi da gioco fino a giugno 2020, complice anche lo stop del campionato per la pandemia di COVID-19. Chiude l'anno con un bilancio di 21 presenze e 3 reti.
Nella stagione successiva realizza il primo gol stagionale nel pareggio contro il Torino del 29 gennaio 2021 (1-1). Realizza poi un'altra rete nella sconfitta casalinga contro il Milan del 21 marzo successivo (2-3), dopo aver saltato quasi interamente il mese di febbraio per un problema muscolare. Termina l'annata con 30 presenze e 2 reti in tutte le competizioni. A fine stagione, alla scadenza del contratto, lascia la squadra viola.

##### Salernitana
Il 6 settembre 2021 firma con la Salernitana, neopromossa in Serie A, un contratto annuale con rinnovo automatico al verificarsi di determinate condizioni sportive, venendo presentato lo stesso giorno allo stadio Arechi insieme al resto della squadra. Sei giorni dopo fa il suo esordio con la squadra campana, subentrando al 67' a Norbert Gyömber nella partita in casa del Torino. Viene nominato capitano dei granata e sebbene la sua stagione sia funestata da diversi infortuni, colleziona 23 presenze, conquistando con i compagni di squadra un'insperata salvezza.
Il 21 ottobre 2022, dopo appena 2 presenze stagionali, visto il susseguirsi di vari problemi fisici, annuncia la risoluzione del contratto con il club campano e il conseguente ritiro dall'attività agonistica.

#### Nazionale

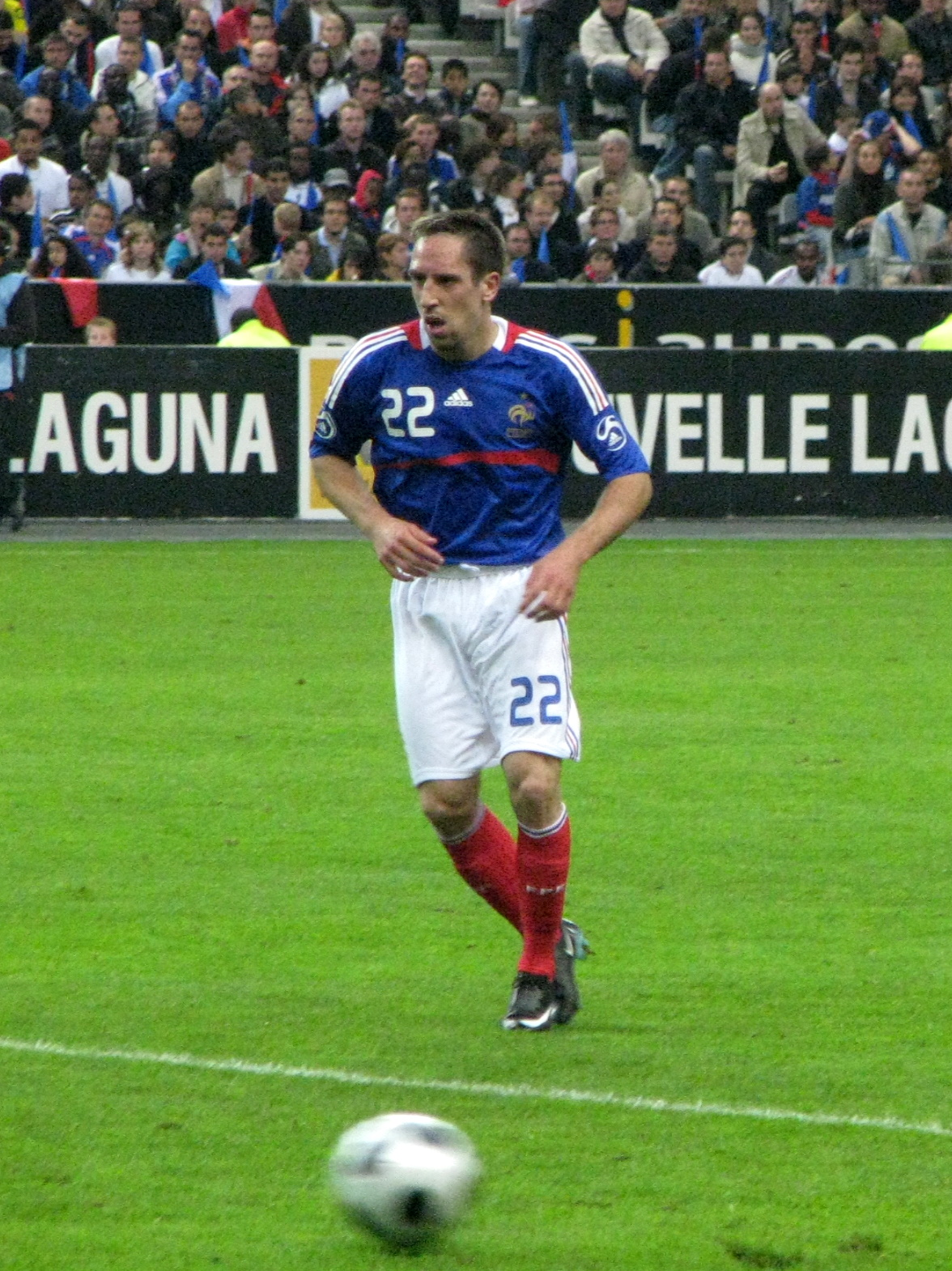
Ribéry con la maglia della nazionale francese nel 2008

Prima di entrare nel giro della nazionale maggiore, Franck ha giocato nella nazionale francese Under-21, realizzando 2 gol in 13 presenze.
Raymond Domenech lo convoca per la prima volta in nazionale maggiore in occasione dell'amichevole pre-mondiale contro il Messico; Ribéry debutta con la nazionale transalpina nella stessa partita, vinta 1-0 dai francesi, subentrando al 74' al posto di David Trezeguet. È convocato da Domenech per il campionato del mondo del 2006, dove disputa tutte le partite dei francesi. Il 27 giugno, nella gara degli ottavi di finale contro la Spagna, Ribéry segna alle Furie Rosse il suo primo gol con la maglia della nazionale francese. Il 9 luglio scende in campo da titolare nella finale persa ai calci di rigore contro l'Italia.
Al campionato d'Europa 2008 la Francia disattende le aspettative, classificandosi ultima nel proprio raggruppamento. Ribéry gioca tutte e tre le partite, ma nell'ultima contro l'Italia, quella decisiva per la qualificazione ai quarti di finale, si infortuna ai legamenti della caviglia sinistra ed esce dal campo dopo soli otto minuti di gioco.
Al campionato del mondo del 2010, il secondo per Ribéry, la Francia esce clamorosamente al primo turno. Ribéry gioca tutte e tre le partite della fase a gironi, senza offrire prestazioni convincenti. Durante la manifestazione Ribéry litiga con Yoann Gourcuff, che avrebbe criticato l'atteggiamento apatico del compagno nella partita inaugurale contro il Messico. Il 22 giugno contro il Sudafrica realizza l'assist per il gol di Florent Malouda, l'unico dei transalpini nella competizione mondiale.

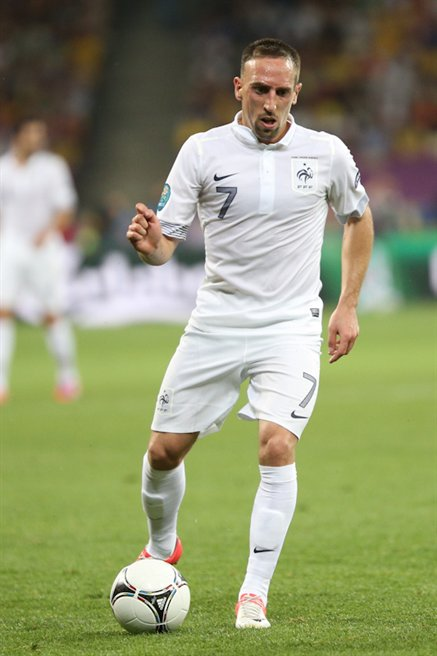
Ribéry coi Bleus al

Dopo aver preso parte alle qualificazioni al campionato d'Europa 2012, il 29 maggio 2012 Ribéry è convocato dal C.T. Laurent Blanc per disputare il torneo continente. Il giocatore disputa tutte e quattro le partite della nazionale transalpina, che conclude la manifestazione ai quarti di finale contro i futuri campioni della Spagna.
Il 10 settembre 2013 segna la sua prima doppietta con la maglia della Francia, in un match di qualificazione al campionato del mondo 2014 contro la Bielorussia.
Il 2 giugno 2014 il C.T. Didier Deschamps lo inserisce nella lista dei 23 giocatori selezionati per il campionato del mondo 2014. Tuttavia, a causa del riacutizzarsi di un problema alla schiena, Ribéry è costretto a rinunciare alla convocazione. Il 13 agosto 2014 annuncia il proprio ritiro dalla nazionale per ragioni puramente personali.
Chiude la propria esperienza in nazionale con 81 presenze e 16 gol, dopo aver giocato da titolare due campionati del mondo e due campionati d'Europa ed essendo andato in gol nel corso del campionato mondiale del 2006. Nella sua lunga carriera in nazionale non ha mai subito un'espulsione.

### Dopo il ritiro
Nello stesso giorno in cui annuncia il proprio ritiro da calciatore, annuncia l'ingresso come collaboratore tecnico all'interno dello staff di Davide Nicola, sempre alla Salernitana, restando anche con l’arrivo di Paulo Sousa nel febbraio del 2023. Il 6 ottobre 2023 ottiene ufficialmente il patentino di allenatore UEFA B. Il 20 marzo 2024, dopo l'approdo di Stefano Colantuono sulla panchina dei granata, decide di lasciare l'incarico.
Nel settembre dello stesso anno, dopo aver completato il corso specifico presso il Settore Tecnico della FIGC a Coverciano, consegue la licenza UEFA A, che consente di guidare tutte le squadre giovanili (comprese le Primavera), tutte le squadre femminili e le prime squadre maschili fino alla Serie C inclusa.

## Statistiche

### Presenze e reti nei club
| Stagione             | Squadra              | Campionato           | Campionato | Campionato | Coppe nazionali | Coppe nazionali | Coppe nazionali | Coppe continentali | Coppe continentali | Coppe continentali | Altre coppe | Altre coppe | Altre coppe | Totale | Totale |
| Stagione             | Squadra              | Comp                 | Pres       | Reti       | Comp            | Pres            | Reti            | Comp               | Pres               | Reti               | Comp        | Pres        | Reti        | Pres   | Reti   |
| -------------------- | -------------------- | -------------------- | ---------- | ---------- | --------------- | --------------- | --------------- | ------------------ | ------------------ | ------------------ | ----------- | ----------- | ----------- | ------ | ------ |
| 2000-2001            | Boulogne             | CFA                  | 9          | 1          | CF              | 0               | 0               | -                  | -                  | -                  | -           | -           | -           | 9      | 1      |
| 2001-2002            | Boulogne             | CN                   | 24         | 5          | CF              | 1               | 0               | -                  | -                  | -                  | -           | -           | -           | 25     | 5      |
| Totale Boulogne      | Totale Boulogne      | Totale Boulogne      | 33         | 6          |                 | 1               | 0               |                    | -                  | -                  |             | -           | -           | 34     | 6      |
| 2002-2003            | O. Alès              | CN                   | 19         | 1          | CF              | 0               | 0               | -                  | -                  | -                  | -           | -           | -           | 19     | 1      |
| 2003-2004            | Brest                | CN                   | 35         | 3          | CF              | 2               | 1               | -                  | -                  | -                  | -           | -           | -           | 37     | 4      |
| 2004-gen. 2005       | Metz                 | L1                   | 20         | 2          | CF+CdL          | 0+1             | 0+0             | -                  | -                  | -                  | -           | -           | -           | 21     | 2      |
| gen.-giu. 2005       | Galatasaray          | SL                   | 14         | 0          | CT              | 3               | 1               | -                  | -                  | -                  | -           | -           | -           | 17     | 1      |
| 2005-2006            | O. Marsiglia         | L1                   | 35         | 6          | CF+CdL          | 6+0             | 3+0             | Int+CU             | 5+7                | 2+1                | -           | -           | -           | 53     | 12     |
| 2006-2007            | O. Marsiglia         | L1                   | 25         | 5          | CF+CdL          | 5+2             | 1+0             | Int+CU             | 0+4                | 0+0                | -           | -           | -           | 36     | 6      |
| Totale O. Marsiglia  | Totale O. Marsiglia  | Totale O. Marsiglia  | 60         | 11         |                 | 13              | 4               |                    | 16                 | 3                  |             | -           | -           | 89     | 18     |
| 2007-2008            | Bayern Monaco        | BL                   | 28         | 11         | CG+CdL          | 5+2             | 2+3             | CU                 | 11                 | 3                  | -           | -           | -           | 46     | 19     |
| 2008-2009            | Bayern Monaco        | BL                   | 25         | 9          | CG              | 3               | 1               | UCL                | 8                  | 4                  | -           | -           | -           | 36     | 14     |
| 2009-2010            | Bayern Monaco        | BL                   | 19         | 4          | CG              | 4               | 2               | UCL                | 7                  | 1                  | -           | -           | -           | 30     | 7      |
| 2010-2011            | Bayern Monaco        | BL                   | 25         | 7          | CG              | 3               | 2               | UCL                | 4                  | 2                  | -           | -           | -           | 32     | 11     |
| 2011-2012            | Bayern Monaco        | BL                   | 32         | 12         | CG              | 4               | 2               | UCL                | 14                 | 3                  | -           | -           | -           | 50     | 17     |
| 2012-2013            | Bayern Monaco        | BL                   | 27         | 10         | CG              | 3               | 0               | UCL                | 12                 | 1                  | SG          | 1           | 0           | 43     | 11     |
| 2013-2014            | Bayern Monaco        | BL                   | 22         | 10         | CG              | 4               | 1               | UCL                | 10                 | 3                  | SG+SU+Cmc   | 0+1+2       | 0+1+1       | 39     | 16     |
| 2014-2015            | Bayern Monaco        | BL                   | 15         | 5          | CG              | 2               | 1               | UCL                | 6                  | 3                  | SG          | 0           | 0           | 23     | 9      |
| 2015-2016            | Bayern Monaco        | BL                   | 13         | 2          | CG              | 2               | 0               | UCL                | 7                  | 0                  | SG          | 0           | 0           | 22     | 2      |
| 2016-2017            | Bayern Monaco        | BL                   | 22         | 5          | CG              | 3               | 0               | UCL                | 6                  | 0                  | SG          | 1           | 0           | 32     | 5      |
| 2017-2018            | Bayern Monaco        | BL                   | 20         | 5          | CG              | 5               | 1               | UCL                | 8                  | 0                  | SG          | 1           | 0           | 34     | 6      |
| 2018-2019            | Bayern Monaco        | BL                   | 25         | 6          | CG              | 5               | 0               | UCL                | 7                  | 1                  | SG          | 1           | 0           | 38     | 7      |
| Totale Bayern Monaco | Totale Bayern Monaco | Totale Bayern Monaco | 273        | 86         |                 | 45              | 15              |                    | 100                | 21                 |             | 7           | 2           | 425    | 124    |
| 2019-2020            | Fiorentina           | A                    | 21         | 5          | CI              | 0               | 0               | -                  | -                  | -                  | -           | -           | -           | 21     | 5      |
| 2020-2021            | Fiorentina           | A                    | 29         | 2          | CI              | 1               | 0               | -                  | -                  | -                  | -           | -           | -           | 30     | 2      |
| Totale Fiorentina    | Totale Fiorentina    | Totale Fiorentina    | 50         | 7          |                 | 1               | 0               |                    | -                  | -                  |             | -           | -           | 51     | 7      |
| 2021-2022            | Salernitana          | A                    | 23         | 0          | CI              | 0               | 0               | -                  | -                  | -                  | -           | -           | -           | 23     | 0      |
| ago.-ott. 2022       | Salernitana          | A                    | 1          | 0          | CI              | 1               | 0               | -                  | -                  | -                  | -           | -           | -           | 2      | 0      |
| Totale Salernitana   | Totale Salernitana   | Totale Salernitana   | 24         | 0          |                 | 1               | 0               |                    | -                  | -                  |             | -           | -           | 25     | 0      |
| Totale carriera      | Totale carriera      | Totale carriera      | 528        | 116        |                 | 68              | 21              |                    | 116                | 24                 |             | 7           | 2           | 718    | 163    |

### Cronologia presenze e reti in nazionale
| Cronologia completa delle presenze e delle reti in nazionale ― Francia | Cronologia completa delle presenze e delle reti in nazionale ― Francia | Cronologia completa delle presenze e delle reti in nazionale ― Francia | Cronologia completa delle presenze e delle reti in nazionale ― Francia | Cronologia completa delle presenze e delle reti in nazionale ― Francia | Cronologia completa delle presenze e delle reti in nazionale ― Francia | Cronologia completa delle presenze e delle reti in nazionale ― Francia | Cronologia completa delle presenze e delle reti in nazionale ― Francia |
| Data                                                                   | Città                                                                  | In casa                                                                | Risultato                                                              | Ospiti                                                                 | Competizione                                                           | Reti                                                                   | Note                                                                   |
| ---------------------------------------------------------------------- | ---------------------------------------------------------------------- | ---------------------------------------------------------------------- | ---------------------------------------------------------------------- | ---------------------------------------------------------------------- | ---------------------------------------------------------------------- | ---------------------------------------------------------------------- | ---------------------------------------------------------------------- |
| 27-5-2006                                                              | Saint-Denis                                                            | Francia                                                                | 1 – 0                                                                  | Messico                                                                | Amichevole                                                             | -                                                                      | 75’                                                                    |
| 31-5-2006                                                              | Lens                                                                   | Francia                                                                | 2 – 0                                                                  | Danimarca                                                              | Amichevole                                                             | -                                                                      | 66’                                                                    |
| 7-6-2006                                                               | Saint-Étienne                                                          | Francia                                                                | 3 – 1                                                                  | Cina                                                                   | Amichevole                                                             | -                                                                      | 75’                                                                    |
| 13-6-2006                                                              | Stoccarda                                                              | Francia                                                                | 0 – 0                                                                  | Svizzera                                                               | Mondiali 2006 - 1º turno                                               | -                                                                      | 70’                                                                    |
| 18-6-2006                                                              | Lipsia                                                                 | Francia                                                                | 1 – 1                                                                  | Corea del Sud                                                          | Mondiali 2006 - 1º turno                                               | -                                                                      | 60’                                                                    |
| 23-6-2006                                                              | Colonia                                                                | Togo                                                                   | 0 – 2                                                                  | Francia                                                                | Mondiali 2006 - 1º turno                                               | -                                                                      | 77’                                                                    |
| 27-6-2006                                                              | Hannover                                                               | Spagna                                                                 | 1 – 3                                                                  | Francia                                                                | Mondiali 2006 - Ottavi di finale                                       | 1                                                                      | 88’                                                                    |
| 1-7-2006                                                               | Francoforte sul Meno                                                   | Brasile                                                                | 0 – 1                                                                  | Francia                                                                | Mondiali 2006 - Quarti di finale                                       | -                                                                      | 77’                                                                    |
| 5-7-2006                                                               | Monaco di Baviera                                                      | Portogallo                                                             | 0 – 1                                                                  | Francia                                                                | Mondiali 2006 - Semifinale                                             | -                                                                      | 72’                                                                    |
| 9-7-2006                                                               | Berlino                                                                | Italia                                                                 | 1 – 1 dts (5 – 3 dtr)                                                  | Francia                                                                | Mondiali 2006 - Finale                                                 | -                                                                      | 100’                                                                   |
| 16-8-2006                                                              | Sarajevo                                                               | Bosnia ed Erzegovina                                                   | 1 – 2                                                                  | Francia                                                                | Amichevole                                                             | -                                                                      | 69’                                                                    |
| 2-9-2006                                                               | Tbilisi                                                                | Georgia                                                                | 0 – 3                                                                  | Francia                                                                | Qual. Euro 2008                                                        | -                                                                      | 69’                                                                    |
| 6-9-2006                                                               | Saint-Denis                                                            | Francia                                                                | 3 – 1                                                                  | Italia                                                                 | Qual. Euro 2008                                                        | -                                                                      | 88’                                                                    |
| 7-10-2006                                                              | Glasgow                                                                | Scozia                                                                 | 1 – 0                                                                  | Francia                                                                | Qual. Euro 2008                                                        | -                                                                      | 74’                                                                    |
| 11-10-2006                                                             | Sochaux                                                                | Francia                                                                | 5 – 0                                                                  | Fær Øer                                                                | Qual. Euro 2008                                                        | -                                                                      |                                                                        |
| 7-2-2007                                                               | Saint-Denis                                                            | Francia                                                                | 0 – 1                                                                  | Argentina                                                              | Amichevole                                                             | -                                                                      |                                                                        |
| 2-6-2007                                                               | Saint-Denis                                                            | Francia                                                                | 2 – 0                                                                  | Ucraina                                                                | Qual. Euro 2008                                                        | 1                                                                      |                                                                        |
| 6-6-2007                                                               | Auxerre                                                                | Francia                                                                | 1 – 0                                                                  | Georgia                                                                | Qual. Euro 2008                                                        | -                                                                      | 90+5’                                                                  |
| 22-8-2007                                                              | Trnava                                                                 | Slovacchia                                                             | 0 – 1                                                                  | Francia                                                                | Amichevole                                                             | -                                                                      | 72’                                                                    |
| 8-9-2007                                                               | Milano                                                                 | Italia                                                                 | 0 – 0                                                                  | Francia                                                                | Qual. Euro 2008                                                        | -                                                                      | 86’                                                                    |
| 12-9-2007                                                              | Parigi                                                                 | Francia                                                                | 0 – 1                                                                  | Scozia                                                                 | Qual. Euro 2008                                                        | -                                                                      |                                                                        |
| 13-10-2007                                                             | Tórshavn                                                               | Fær Øer                                                                | 0 – 6                                                                  | Francia                                                                | Qual. Euro 2008                                                        | -                                                                      | 64’                                                                    |
| 17-10-2007                                                             | Nantes                                                                 | Francia                                                                | 2 – 0                                                                  | Lituania                                                               | Qual. Euro 2008                                                        | -                                                                      |                                                                        |
| 21-11-2007                                                             | Kiev                                                                   | Ucraina                                                                | 2 – 2                                                                  | Francia                                                                | Qual. Euro 2008                                                        | -                                                                      | 89’                                                                    |
| 26-3-2008                                                              | Saint-Denis                                                            | Francia                                                                | 1 – 0                                                                  | Inghilterra                                                            | Amichevole                                                             | 1                                                                      | 38’                                                                    |
| 31-5-2008                                                              | Tolosa                                                                 | Francia                                                                | 0 – 0                                                                  | Paraguay                                                               | Amichevole                                                             | -                                                                      | 46’                                                                    |
| 3-6-2008                                                               | Saint-Denis                                                            | Francia                                                                | 1 – 0                                                                  | Colombia                                                               | Amichevole                                                             | 1                                                                      | 75’                                                                    |
| 9-6-2008                                                               | Zurigo                                                                 | Romania                                                                | 0 – 0                                                                  | Francia                                                                | Euro 2008 - 1º turno                                                   | -                                                                      |                                                                        |
| 13-6-2008                                                              | Berna                                                                  | Paesi Bassi                                                            | 4 – 1                                                                  | Francia                                                                | Euro 2008 - 1º turno                                                   | -                                                                      |                                                                        |
| 17-6-2008                                                              | Zurigo                                                                 | Francia                                                                | 0 – 2                                                                  | Italia                                                                 | Euro 2008 - 1º turno                                                   | -                                                                      | 10’                                                                    |
| 11-10-2008                                                             | Costanza                                                               | Romania                                                                | 2 – 2                                                                  | Francia                                                                | Qual. Mondiali 2010                                                    | 1                                                                      | 90+1’                                                                  |
| 14-10-2008                                                             | Saint-Denis                                                            | Francia                                                                | 3 – 1                                                                  | Tunisia                                                                | Amichevole                                                             | -                                                                      | 46’                                                                    |
| 19-11-2008                                                             | Saint-Denis                                                            | Francia                                                                | 0 – 0                                                                  | Uruguay                                                                | Amichevole                                                             | -                                                                      | 58’                                                                    |
| 11-2-2009                                                              | Marsiglia                                                              | Francia                                                                | 0 – 2                                                                  | Argentina                                                              | Amichevole                                                             | -                                                                      |                                                                        |
| 28-3-2009                                                              | Kaunas                                                                 | Lituania                                                               | 0 – 1                                                                  | Francia                                                                | Qual. Mondiali 2010                                                    | 1                                                                      |                                                                        |
| 1-4-2009                                                               | Saint-Denis                                                            | Francia                                                                | 1 – 0                                                                  | Lituania                                                               | Qual. Mondiali 2010                                                    | 1                                                                      |                                                                        |
| 2-6-2009                                                               | Saint-Étienne                                                          | Francia                                                                | 0 – 1                                                                  | Nigeria                                                                | Amichevole                                                             | -                                                                      | 70’                                                                    |
| 5-6-2009                                                               | Lione                                                                  | Francia                                                                | 1 – 0                                                                  | Turchia                                                                | Amichevole                                                             | -                                                                      | 59’                                                                    |
| 12-8-2009                                                              | Tórshavn                                                               | Fær Øer                                                                | 0 – 1                                                                  | Francia                                                                | Qual. Mondiali 2010                                                    | -                                                                      | 65’                                                                    |
| 5-9-2009                                                               | Saint-Denis                                                            | Francia                                                                | 1 – 1                                                                  | Romania                                                                | Qual. Mondiali 2010                                                    | -                                                                      | 57’                                                                    |
| 9-9-2009                                                               | Belgrado                                                               | Serbia                                                                 | 1 – 1                                                                  | Francia                                                                | Qual. Mondiali 2010                                                    | -                                                                      | 77’                                                                    |
| 3-3-2010                                                               | Saint-Denis                                                            | Francia                                                                | 0 – 2                                                                  | Spagna                                                                 | Amichevole                                                             | -                                                                      | 74’                                                                    |
| 26-5-2010                                                              | Lens                                                                   | Francia                                                                | 2 – 1                                                                  | Costa Rica                                                             | Amichevole                                                             | -                                                                      | 84’                                                                    |
| 30-5-2010                                                              | Radès                                                                  | Tunisia                                                                | 1 – 1                                                                  | Francia                                                                | Amichevole                                                             | -                                                                      | 46’                                                                    |
| 4-6-2010                                                               | Saint-Pierre                                                           | Francia                                                                | 0 – 1                                                                  | Cina                                                                   | Amichevole                                                             | -                                                                      | 62’                                                                    |
| 11-6-2010                                                              | Città del Capo                                                         | Uruguay                                                                | 0 – 0                                                                  | Francia                                                                | Mondiali 2010 - 1º turno                                               | -                                                                      | 19’                                                                    |
| 17-6-2010                                                              | Polokwane                                                              | Francia                                                                | 0 – 2                                                                  | Messico                                                                | Mondiali 2010 - 1º turno                                               | -                                                                      |                                                                        |
| 22-6-2010                                                              | Bloemfontein                                                           | Francia                                                                | 1 – 2                                                                  | Sudafrica                                                              | Mondiali 2010 - 1º Turno                                               | -                                                                      |                                                                        |
| 25-3-2011                                                              | Lussemburgo                                                            | Lussemburgo                                                            | 0 – 2                                                                  | Francia                                                                | Qual. Euro 2012                                                        | -                                                                      |                                                                        |
| 29-3-2011                                                              | Parigi                                                                 | Francia                                                                | 0 – 0                                                                  | Croazia                                                                | Amichevole                                                             | -                                                                      | 59’                                                                    |
| 3-6-2011                                                               | Minsk                                                                  | Bielorussia                                                            | 1 – 1                                                                  | Francia                                                                | Qual. Euro 2012                                                        | -                                                                      |                                                                        |
| 6-6-2011                                                               | Donec'k                                                                | Ucraina                                                                | 1 – 4                                                                  | Francia                                                                | Amichevole                                                             | -                                                                      | 64’                                                                    |
| 2-9-2011                                                               | Tirana                                                                 | Albania                                                                | 1 – 2                                                                  | Francia                                                                | Qual. Euro 2012                                                        | -                                                                      |                                                                        |
| 6-9-2011                                                               | Bucarest                                                               | Romania                                                                | 0 – 0                                                                  | Francia                                                                | Qual. Euro 2012                                                        | -                                                                      |                                                                        |
| 11-11-2011                                                             | Saint-Denis                                                            | Francia                                                                | 1 – 0                                                                  | Stati Uniti                                                            | Amichevole                                                             | -                                                                      | 64’                                                                    |
| 15-11-2011                                                             | Saint-Denis                                                            | Francia                                                                | 0 – 0                                                                  | Belgio                                                                 | Amichevole                                                             | -                                                                      | 72’                                                                    |
| 29-2-2012                                                              | Brema                                                                  | Germania                                                               | 1 – 2                                                                  | Francia                                                                | Amichevole                                                             | -                                                                      | 46’                                                                    |
| 27-5-2012                                                              | Valenciennes                                                           | Francia                                                                | 3 – 2                                                                  | Islanda                                                                | Amichevole                                                             | 1                                                                      | 75’                                                                    |
| 31-5-2012                                                              | Reims                                                                  | Francia                                                                | 2 – 0                                                                  | Serbia                                                                 | Amichevole                                                             | 1                                                                      | 61’                                                                    |
| 5-6-2012                                                               | Le Mans                                                                | Francia                                                                | 4 – 0                                                                  | Estonia                                                                | Amichevole                                                             | 1                                                                      | 64’                                                                    |
| 11-6-2012                                                              | Donec'k                                                                | Francia                                                                | 1 – 1                                                                  | Inghilterra                                                            | Euro 2012 - 1º turno                                                   | -                                                                      |                                                                        |
| 15-6-2012                                                              | Donec'k                                                                | Ucraina                                                                | 0 – 2                                                                  | Francia                                                                | Euro 2012 - 1º turno                                                   | -                                                                      |                                                                        |
| 19-6-2012                                                              | Kiev                                                                   | Svezia                                                                 | 2 – 0                                                                  | Francia                                                                | Euro 2012 - 1º turno                                                   | -                                                                      |                                                                        |
| 23-6-2012                                                              | Donec'k                                                                | Spagna                                                                 | 2 – 0                                                                  | Francia                                                                | Euro 2012 - Quarti di finale                                           | -                                                                      |                                                                        |
| 15-8-2012                                                              | Le Havre                                                               | Francia                                                                | 0 – 0                                                                  | Uruguay                                                                | Amichevole                                                             | -                                                                      |                                                                        |
| 7-9-2012                                                               | Helsinki                                                               | Finlandia                                                              | 0 – 1                                                                  | Francia                                                                | Qual. Mondiali 2014                                                    | -                                                                      | 89’                                                                    |
| 11-9-2012                                                              | Saint-Denis                                                            | Francia                                                                | 3 – 1                                                                  | Bielorussia                                                            | Qual. Mondiali 2014                                                    | 1                                                                      | 90’                                                                    |
| 12-10-2012                                                             | Saint-Denis                                                            | Francia                                                                | 0 – 1                                                                  | Giappone                                                               | Amichevole                                                             | -                                                                      | 68’                                                                    |
| 16-10-2012                                                             | Madrid                                                                 | Spagna                                                                 | 1 – 1                                                                  | Francia                                                                | Qual. Mondiali 2014                                                    | -                                                                      |                                                                        |
| 14-11-2012                                                             | Parma                                                                  | Italia                                                                 | 1 – 2                                                                  | Francia                                                                | Amichevole                                                             | -                                                                      | 64’                                                                    |
| 6-2-2013                                                               | Saint-Denis                                                            | Francia                                                                | 1 – 2                                                                  | Germania                                                               | Amichevole                                                             | -                                                                      |                                                                        |
| 22-3-2013                                                              | Saint-Denis                                                            | Francia                                                                | 3 – 1                                                                  | Georgia                                                                | Qual. Mondiali 2014                                                    | 1                                                                      | 78’                                                                    |
| 26-3-2013                                                              | Saint-Denis                                                            | Francia                                                                | 0 – 1                                                                  | Spagna                                                                 | Qual. Mondiali 2014                                                    | -                                                                      |                                                                        |
| 14-8-2013                                                              | Bruxelles                                                              | Belgio                                                                 | 0 – 0                                                                  | Francia                                                                | Amichevole                                                             | -                                                                      |                                                                        |
| 6-9-2013                                                               | Tbilisi                                                                | Georgia                                                                | 0 – 0                                                                  | Francia                                                                | Qual. Mondiali 2014                                                    | -                                                                      |                                                                        |
| 10-9-2013                                                              | Homel'                                                                 | Bielorussia                                                            | 2 – 4                                                                  | Francia                                                                | Qual. Mondiali 2014                                                    | 2                                                                      | 80’                                                                    |
| 11-10-2013                                                             | Parigi                                                                 | Francia                                                                | 6 – 0                                                                  | Australia                                                              | Amichevole                                                             | 1                                                                      | 63’                                                                    |
| 15-10-2013                                                             | Saint-Denis                                                            | Francia                                                                | 3 – 0                                                                  | Finlandia                                                              | Qual. Mondiali 2014                                                    | 1                                                                      |                                                                        |
| 15-11-2013                                                             | Kiev                                                                   | Ucraina                                                                | 2 – 0                                                                  | Francia                                                                | Qual. Mondiali 2014                                                    | -                                                                      |                                                                        |
| 19-11-2013                                                             | Saint-Denis                                                            | Francia                                                                | 3 – 0                                                                  | Ucraina                                                                | Qual. Mondiali 2014                                                    | -                                                                      |                                                                        |
| 5-3-2014                                                               | Saint-Denis                                                            | Francia                                                                | 2 – 0                                                                  | Paesi Bassi                                                            | Amichevole                                                             | -                                                                      | 63’                                                                    |
| Totale                                                                 |                                                                        | Presenze                                                               | 81                                                                     |                                                                        | Reti                                                                   | 16                                                                     |                                                                        |

## Palmarès

### Club

#### Competizioni nazionali
- Coppa di Turchia: 1

Galatasaray: 2004-2005
- Coppa di Lega tedesca: 1

Bayern Monaco: 2007
- Campionato tedesco: 9

Bayern Monaco: 2007-2008, 2009-2010, 2012-2013, 2013-2014, 2014-2015, 2015-2016, 2016-2017, 2017-2018, 2018-2019
- Coppa di Germania: 6

Bayern Monaco: 2007-2008, 2009-2010, 2012-2013, 2013-2014, 2015-2016, 2018-2019
- Supercoppa di Germania: 5

Bayern Monaco: 2010, 2012, 2016, 2017, 2018

#### Competizioni internazionali
- Coppa Intertoto UEFA: 1

Olympique Marsiglia: 2005
- UEFA Champions League: 1

Bayern Monaco: 2012-2013
- Supercoppa UEFA: 1

Bayern Monaco: 2013
- Coppa del mondo per club: 1

Bayern Monaco: 2013

### Individuale

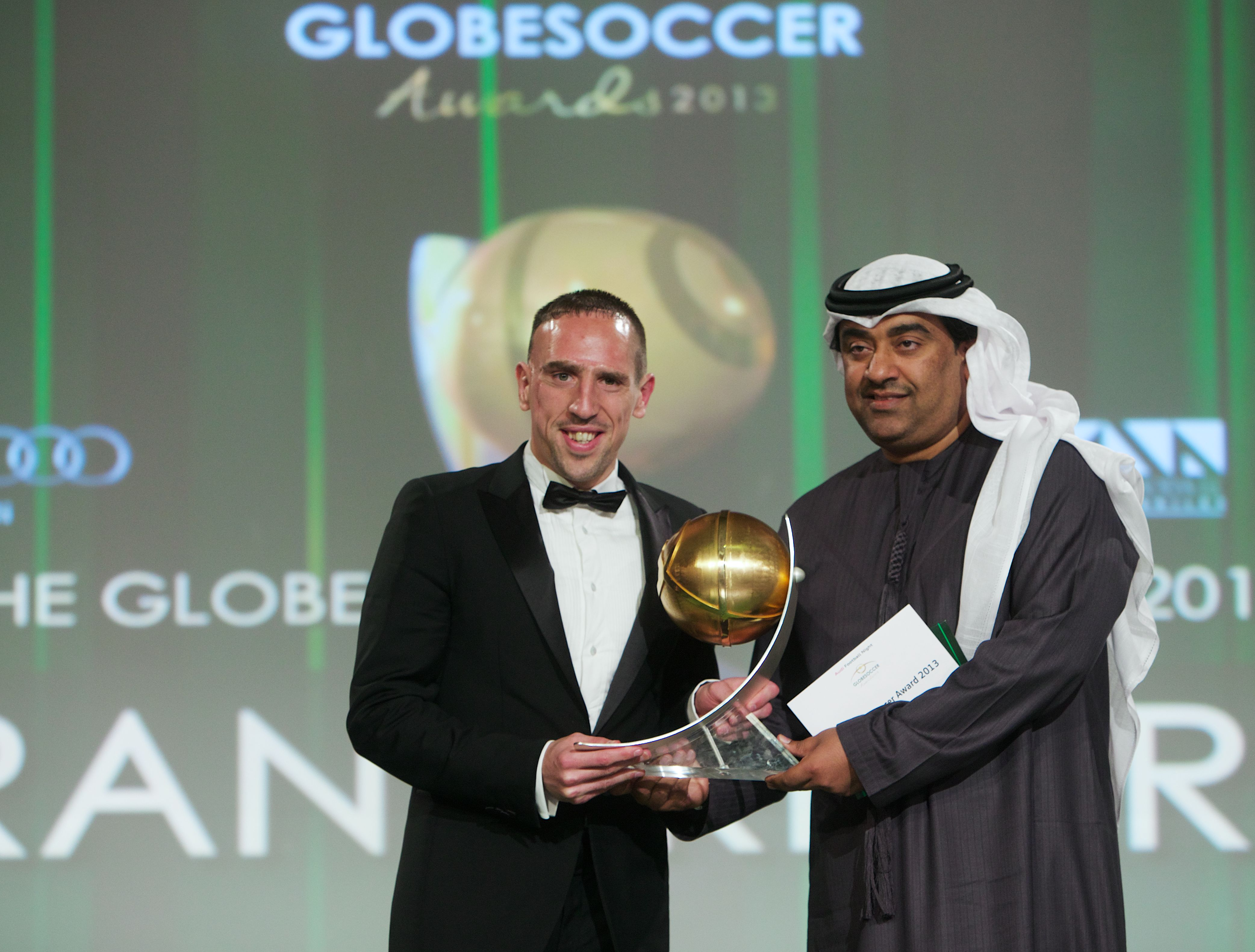
Ribéry premiato come miglior giocatore dell'anno ai Globe Soccer Awards del 2013.

- Trophées UNFP du football: 3

Miglior giovane della Ligue 1: 2006
Squadra ideale della Ligue 1: 2006
Gol più bello: 2006
- Calciatore francese dell'anno: 3

2007, 2008, 2013
- Calciatore tedesco dell'anno: 1

2008
- Miglior marcatore della Coppa di Lega tedesca: 1

2007
- ESM Team of the Year: 1

2007-2008
- Squadra dell'anno UEFA: 2

2008, 2013
- UEFA Best Player in Europe: 1

2012-2013
- Miglior giocatore della Supercoppa UEFA: 1

2013
- FIFA/FIFPro World XI: 1

2013
- Globe Soccer Awards - Miglior calciatore dell'anno: 1

2013
- Pallone d'oro della Coppa del mondo per club FIFA: 1

2013